# 프레데릭스베르

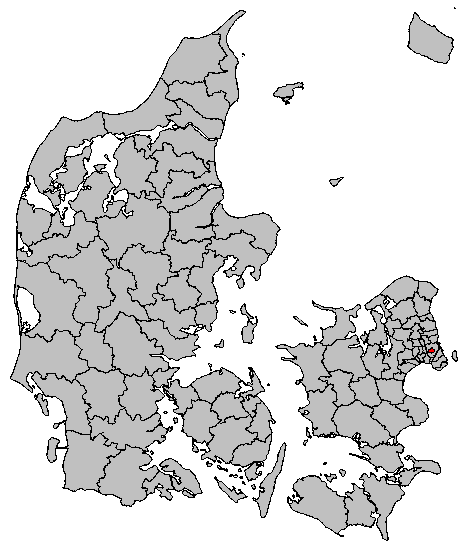
프레데릭스베르의 위치

프레데릭스베르(덴마크어: Frederiksberg)는 덴마크 셸란섬에 위치한 자치시로, 면적은 8.7km2, 인구는 95,029명(2009년 기준)이다. 도시 전체가 코펜하겐에 완전히 둘러싸여 있으며 1651년 6월 2일 덴마크의 군주 프레데리크 3세에 의해 건설되었다. 과거에는 독자적인 지방 자치체로 존재했지만 2007년 1월 1일에 실시된 행정 구역 개편에 따라 수도 지구에 편입되었다.